# Ruta de Illinois 125
La Ruta de Illinois 125, y abreviada IL 125 (en inglés: Illinois Route 125) es una carretera estatal estadounidense ubicada en el estado de Illinois. La carretera inicia en el oeste desde la US 67  , IL 100   en Sangamon County hacia el este en la IL 97     en Farmingdale. La carretera tiene una longitud de 59,7 km (37.10 mi).

## Mantenimiento
Al igual que las autopistas interestatales, y las rutas federales y el resto de carreteras estatales, la Ruta de Illinois 125 es administrada y mantenida por el Departamento de Transporte de Illinois por sus siglas en inglés IDOT.